# Римляни на території України
Римляни в Україні — давньоримське панування в містах Північного Причорномор'я

## Історія
Після розбиття Понтійського царства, яке володіло також Боспорським царством, та по смерті його останнього володаря Мітрідата IV (63 до н. е.), його син Фарнак II, залишивши за собою Боспорське царство, піддався римлянам. Коли ж його антиримське повстання закінчилося поразкою, римляни у 48 р. до н. е. захопили все північне узбережжя Чорного моря з грецькими містами-колоніями, такі як Фанагорія, Пантікапей, Херсонес, Ольвія та ін.). Цю залежність від Риму часто переривали напади кочовиків; вона закріпилася після завоювання римлянами даків (створення провінції Дакії) впродовж правління Траяна в 98 — 117 роках, який зміцнив римськи залоги у чорноморських містах та будував фортифікації (наприклад, Траянові вали). Край римського пануванню на Північному Причорномор'ї поклала велика навала ґотів наприкінці III століття н. е.
За часів римського панування у містах Північного Чорномор'я розвинулася жвава торгівля хліборобськими продуктами України та ремісничими виробами Риму (знаряддя, ювелірні та текстильні вироби, кераміка тощо); тут поселилося чимало римських купців, багато з них їздили на землі України поза сферу політичних впливів Риму. Скарби з римськими монетами, що їх відкрито у понад 1 000 місцевостях України, доводять, що срібні денарії були у 2 — 5 ст. головною монетою в обігу в Україні. Археологічні знахідки багатьох залишків римських побутових предметів і предметів розкоші (а також культу, наприклад, статуї єгипетської богині Ісіди) свідчать, що римляни були чималим стимулом у розвитку матеріальної культури населення України, а почасти й сприймання чужого релігійного культу.
Відомі на території України римські міста Харакс та Аліобрикс.